# Pallacanestro Virtus Roma 1985-1986
Formazione della Pallacanestro Virtus Roma 1985-1986 (vincitrice della Coppa Korać 1985-1986).
1985/86
| 4  | Italia (bandiera)      | Massimo Bastianelli |
| 5  | Italia (bandiera)      | Stefano Sbarra      |
| 7  | Italia (bandiera)      | Franco Picozzi      |
| 8  | Stati Uniti (bandiera) | Bruce Flowers       |
| 9  | Canada (bandiera)      | Leo Rautins         |
| 10 | Italia (bandiera)      | Enrico Gilardi      |
| 11 | Italia (bandiera)      | Fulvio Polesello    |
| 12 | Italia (bandiera)      | Claudio Brunetti    |
| 13 | Italia (bandiera)      | Marco Solfrini      |
| 14 | Italia (bandiera)      | Franco Rossi        |
| 15 | Italia (bandiera)      | Fabrizio Valente    |
|    | Italia (bandiera)      | Gianluca Duri       |
|    | Stati Uniti (bandiera) | Phil Melillo        |

- Allenatore: Mario De Sisti
- Presidente: Eliseo Timò